# 劉樹仁 (清朝)
劉樹仁，雲南保山人，清朝政治人物。監生出身。
光緒二十六年四月，接替郭曾程。擔任江蘇宜興縣知縣。后由庄復恩接任。光緒二十八年八月，接替閻嘉祥。兼理江蘇荆溪縣知縣。后由全善接任。